# Wartberg an der Krems
Wartberg an der Krems är en ort och köpingskommun i Österrike. Den ligger i distriktet Kirchdorf i förbundslandet Oberösterreich,  170 km väster om huvudstaden Wien. 
Kommunen består av sex orter (Ortschaften) (inom parentes invånarantal 1 januari 2024):
- Diepersdorf (299)
- Hiersdorf (203)
- Penzendorf (271)
- Schachadorf (182)
- Strienzing (617)
- Wartberg an der Krems (1 378)